# Haat
Haat is een sterke emotie, die wordt ervaren als een gevoel van afstoting tot iets of iemand (het object respectievelijk subject dat men haat) met een neiging tot het kwetsen of vernietigen van het onderwerp. Voorbeelden zijn mannenhaat (misandrie), vrouwenhaat (misogynie) en mensenhaat (misantropie).
In het dagelijks spraakgebruik wordt het woord "haat" vaak gebruikt om afschuw uit te drukken of gebruikt bij het mopperen. Het heeft dan een minder zware en minder projectieve betekenis.

## Haat in de psychologie
Volgens Paul Ekman, hoogleraar psychologie van de afdeling psychiatrie aan de University of California Medical School, in zijn boek "Emotions revealed" (2004) is haat evenals blijvende wrok geen emotie omdat de tijdsduur ervan te lang is. Ook is het geen stemming omdat we weten waarom we haten of wrok koesteren, hetgeen bij een stemming meestal niet het geval is. Ekman ziet wrok als een emotionele attitude [een bewust geloof of mening in combinatie met emotionele toon of gevoel en een neiging tot handelen] en haat als een emotionele gehechtheid. Beide zijn doortrokken van woede, maar zijn zelf geen woede.
Haat is volgens Ekman een blijvende, intense antipathie gepaard aan afschuw en minachting als gevolg van aangedaan leed. Haat is gericht op een persoon, terwijl wrok is verbonden aan een speciale grief of reeks van grieven. Haat knaagt en neemt de hater zodanig in beslag, dat hij gepreoccupeerd raakt met de gehate man of vrouw. Wrok knaagt ook, zit constant in het achterhoofd en neemt de geest voortdurend in beslag. Een persoon met wrok piekert buitensporig veel over het hem of haar aangedane wel of niet vermeende onrecht. Wrok en haat kunnen door versterkende omstandigheden escaleren tot spontane of doordachte wraakneming.

## Haat in het boeddhisme
Volgens het boeddhisme is haat een van de drie basiscorrupties van het hart, samen met verlangen en onwetendheid. Haat is de tegenstelling van verlangen en komen beide uit onwetendheid voort. Alle andere vormen van mentale corrupties komen uit deze drie basis-corrupties voort.
Citaat: "Het vasthouden aan haat is als het vasthouden van een heet stuk steenkool, met de intentie om het tegen iemand aan te gooien; jij bent degene die zich brandt." Boeddha

## Haat en de wet
Aanzetten tot haat wegens ras, godsdienst of levensovertuiging, geslacht, hetero- of homoseksuele gerichtheid of lichamelijke, psychische of verstandelijke handicap is een misdrijf onder de artikelen 137d en 137e van het Nederlandse Wetboek van Strafrecht en de artikelen 143b en 143c van het Wetboek van Strafrecht BES.
Aanzetten tot haat is in België strafbaar gesteld door de Wet van 10 mei 2007.